# 歌川国宗 (2代目)
二代目 歌川国宗（にだいめ うたがわ くにむね、寛政4年〈1792年〉 - 安政4年6月5日〈1857年7月25日〉）とは、江戸時代後期の浮世絵師。

## 来歴
東京都渋谷区の台雲寺に「歌川国宗」の墓碑があり、その碑文によれば歌川国宗は歌川豊国の門人、号は長文斎・杉嶺、姓は山下で俗名は勇蔵。下総国八日市に生れ、江戸柴井町（現在の新橋五〜六丁目）に住んだ。安政4年6月5日、病により没す。享年66。法名は宝山得勇信士と刻まれている。なおこの墓碑を調べた中山忠顕は『掃苔』第四巻第三号で、「浮世絵師伝によれば国宗の墓は同寺（台雲寺）に埋葬すと」と述べているが、『浮世絵師伝』にはそのような記述はない。『広益諸家人名録二編』（天保13年〈1842年〉版）にも「国宗」について、「号長文斎　芝柴井町　山下勇蔵」とある。
『浮世絵師便覧』には「一世豊国門人二世国政、長文斎と号す、山下氏、俗称勇蔵」、また『浮世絵師伝』にも「山下氏、俗称勇蔵、文政中二代国政を名乗りしが、天保に入りて二代国宗を襲名し、長文斎と号す」と記す。よって台雲寺の墓碑にある国宗とは二代目国宗であり、その前名は二代目国政とされている。初代国宗の子ともいわれているが明らかではない。

## 作品
- 「市川團十郎　伜市川新之助」　大判錦絵　ボストン美術館所蔵　※落款「国政画」。文政6年（1823年）、初代豊国の賛あり
- 「十郎すけ成　三枡源之助」　大判錦絵　ボストン美術館所蔵　※落款「豊国門人国政画」。天保3年（1832年）1月、江戸中村座の『花鳥魁曽我』より